# Collage (EP)
Collage là đĩa mở rộng (EP) thứ hai của bộ đôi DJ người Mỹ The Chainsmokers. Nó được phát hành vào ngày 4 tháng 11 năm 2016, thông qua hãng đĩa Disruptor và Columbia Records.

## Các đĩa đơn
"Don't Let Me Down" là đĩa đơn đầu tiên từ EP được phát hành vào ngày 5 tháng 2 năm 2016. Bài hát có sự góp mặt của ca sĩ người Mỹ Daya và đã đạt cao nhất tới vị trí thứ ba trên bảng xếp hạng Billboard Hot 100, và đã trở thành đĩa đơn top 10 thứ ba của bộ đôi DJ. "Inside Out", hợp tác với ca sĩ người Mỹ Charlee là đĩa đơn thứ hai được phát hành vào ngày 1 tháng 4 năm 2016. Sau khi phát hành, nó đã đạt cao nhất tới vị trí thứ 13 trên bảng xếp hạng Billboard Hot Dance/Electronic Songs
"Closer", hợp tác với ca sĩ Halsey là đĩa đơn thứ ba được phát hành vào ngày 29 tháng 7 năm 2016. Bài hát đã lọt vào bảng xếp hạng Billboard Hot 100 ở vị trí thứ chín và trở thành đĩa đơn top 10 thứ tư của Chainsmokers. Hai tuần sau, bài hát đã đứng đầu bảng xếp hạng. Đây đều là đĩa đơn quán quân đầu tiên của cả Chainsmokers và Halsey, đứng đầu bảng xếp hạng trong mười tuần liên tiếp, trở thành đĩa đơn quán quân kéo dài lâu nhất trong năm 2016. Tới nay nó đã được chứng nhận 3× Bạch kim tại Hoa Kỳ. "All We Know", hợp tác với Phoebe Ryan, là đĩa đơn thứ tư và cuối cùng từ EP được phát hành vào ngày 29 tháng 9 năm 2016. Một số nhà phê bình cho rằng nó là "phần tiếp theo của 'Closer'".

## Danh sách bài hát
Danh sách bài hát được công bố là:
| STT              | Nhan đề                                 | Sáng tác                                                                    | Thời lượng |
| ---------------- | --------------------------------------- | --------------------------------------------------------------------------- | ---------- |
| 1.               | "Setting Fires" (hợp tác với XYLØ)      | Andrew Taggart Melanie Fontana Jon Asher Paige Duddy Chase Duddy            | 4:07       |
| 2.               | "All We Know" (hợp tác với Phoebe Ryan) | Taggart Sara Hjellström Nirob Islam                                         | 3:14       |
| 3.               | "Closer" (hợp tác với Halsey)           | Taggart Ashley Frangipane Shaun Frank Frederic Kennett Isaac Slade Joe King | 4:04       |
| 4.               | "Inside Out" (hợp tác với Charlee)      | Taggart Charlee Nyman                                                       | 3:54       |
| 5.               | "Don't Let Me Down" (hợp tác với Daya)  | Taggart Emily Warren Scott Harris                                           | 3:28       |
| Tổng thời lượng: | Tổng thời lượng:                        | Tổng thời lượng:                                                            | 18:08      |

## Xếp hạng
| Bảng xếp hạng (2016)                          | Vị trí xếp hạng cao nhất |
| --------------------------------------------- | ------------------------ |
| Úc (ARIA)                                     | 23                       |
| Album Canada (Billboard)                      | 2                        |
| Album Ireland (IRMA)                          | 41                       |
| New Zealand Albums (RMNZ)                     | 9                        |
| Album Scotland (OCC)                          | 74                       |
| Hoa Kỳ Billboard 200                          | 6                        |
| Album Hoa Kỳ Top Dance/Electronic (Billboard) | 1                        |